# Lance Reddick
Lance Reddick (Baltimore, 7 de junho de 1962 — Los Angeles, 17 de março de 2023) foi um ator e cantor estadunidense.

## Biografia
Lance nasceu na cidade de Baltimore, em 1962. Era filho de Solomon Reddick e Dorothy Lucille Gee Reddick. Estudou música clássica na Eastman School of Music (Rochester, Nova Iorque). Enquanto tentava seguir uma carreira de cantor e um trabalho a tempo parcial para pagar as suas contas, Reddick lesionou as costas e teve de desistir. Mais tarde, formou-se em teatro na Universidade de Yale, tendo trabalhado em cinema, televisão e várias peças de teatro. Em 2011, casou-se com sua segunda esposa, Stephanie Day, que conhecera durante uma apresentação em Minneapolis.

## Carreira
Sua estreia aconteceu em 1996, quando atuou em um episódio da série de televisão New York Undercover. Durante os anos de 2000 e 2001, interpretou o detetive Johnny Basil na quarta temporada de Oz, série de televisão da HBO, além do papel de Dr. Taylor na série Law & Order: Special Victims Unit.
No ano de 2002, interpretou um policial no videoclipe do single '03 Bonnie & Clyde, de Jay-Z com a cantora Beyoncé. Nesse mesmo ano, estrelou na série de televisão The Wire, onde interpretou Cedric Daniels, até 2008. De 2008 a 2009, atuou na série Lost, no papel de Matthew Abaddon, e foi escalado para o episódio piloto da série Fringe, interpretando Phillip Broyles até 2013, quando a série chegou ao fim.
Em 2014, foi convidado por Ryan Murphy para fazer o papel de Papa Legba na terceira temporada de American Horror Story, reprisando o papel na oitava temporada. Também em 2014, estrelou na série Bosch, como o chefe do departamento de polícia Irvin Irving, sendo indicado ao prêmio saturno de melhor ator coadjuvante.
Ainda em 2014, Reddick ganhou o papel de Charon, o concierge do Continental Hotel em John Wick, que foi reprisado nos quatro filmes subsequentes da franquia, bem como no spin-off Ballerina.
Em 2016, foi escalado para o elenco do filme de terror pós-apocalíptico The Domestics, lançado em 2018. Também deu voz ao personagem Sylens no jogo eletrônico Horizon Zero Dawn, de 2017, e sua sequência Horizon Forbidden West, de 2022. Além disso, assumiu o papel de Albert Wesker, na série de televisão Resident Evil, da Netflix.
Seu último trabalho foi na segunda temporada de The Legend of Vox Machina, na voz de Thordak.

## Morte
No dia 17 de março de 2023, Lance Reddick foi encontrado sem vida em sua casa na Califórnia. De acordo a polícia, foi a esposa do ator, Stephanie, que o encontrou desacordado no jardim e chamou uma ambulância. Depois revelou-se que o ator morreu devido a uma isquemia causada por uma doença arterial coronária aterosclerótica.

## Filmografia

### Cinema
| Ano  | Título                            | Papel                    | Notas          |
| ---- | --------------------------------- | ------------------------ | -------------- |
| 1998 | Great Expectations                | Anton Le Farge           |                |
| 1998 | The Siege                         | Agente do FBI Floyd Rose |                |
| 2000 | I Dreamed of Africa               | Simon                    |                |
| 2001 | Don't Say a Word                  | Arnie                    |                |
| 2002 | Bridget                           | Black                    |                |
| 2004 | Brother to Brother                | James Baldwin            |                |
| 2006 | Dirty Work                        | Manning                  |                |
| 2008 | Tennessee                         | Frank                    |                |
| 2009 | The Way of War                    | Homem negro              |                |
| 2010 | Jonah Hex                         | Smith                    |                |
| 2011 | Remains                           | Ramsey                   |                |
| 2012 | Won't Back Down                   | Charles Alberts          |                |
| 2013 | Oldboy                            | Daniel Newcombe          |                |
| 2014 | The Guest                         | Major Carver             |                |
| 2014 | Faults                            | Mick                     |                |
| 2014 | John Wick                         | Charon                   |                |
| 2014 | Search Party                      | MacDonaldson             |                |
| 2014 | Parallel Man: Infinite Pursuit    | Atlas                    | Curta-metragem |
| 2015 | Fun Size Horror                   | Oscar                    |                |
| 2016 | Spoken Word                       | Juíz Douglas Matthews    | Curta-metragem |
| 2017 | John Wick: Chapter 2              | Charon                   |                |
| 2017 | Lawman                            | Glen Huddleston          | Curta-metragem |
| 2018 | Little Woods                      | Carter                   |                |
| 2018 | Canal Street                      | Jerry Shaw               |                |
| 2018 | The Domestics                     | Nathan Wood              |                |
| 2018 | Monster Party                     | Milo                     |                |
| 2019 | John Wick: Chapter 3 – Parabellum | Charon                   |                |
| 2019 | Angel Has Fallen                  | David Gentry             |                |
| 2019 | Business Ethics                   | Professor Wrightway      |                |
| 2020 | Faith Based                       | Pastor Mike              |                |
| 2020 | Sylvie's Love                     | Sr. Jay                  |                |
| 2020 | One Night in Miami...             | Kareem X                 |                |
| 2021 | Godzilla vs. Kong                 | Guillermin               |                |
| 2023 | John Wick: Chapter 4              | Charon                   |                |
| 2023 | White Men Can't Jump              | Benji Allen              |                |
| 2023 | The Caine Mutiny Court-Martial    | Blakely                  |                |
| 2024 | Shirley                           | Wesley MacDonald Holder  |                |
| 2025 | Ballerina                         | Charon                   |                |

### Televisão
| Ano       | Título                                 | Papel                                                                | Notas                                                             |
| --------- | -------------------------------------- | -------------------------------------------------------------------- | ----------------------------------------------------------------- |
| 1996      | New York Undercover                    | Oscar Griffin                                                        | Episódio: "The Enforcers"                                         |
| 1996      | Swift Justice                          | Jim Stark                                                            | Episódio: "Bad Medicine"                                          |
| 1997      | The Nanny                              | Contrarregra                                                         | Episódio: "Fair Weather Fran"                                     |
| 1997      | What the Deaf Man Heard                | George Thacker                                                       | Filme de TV                                                       |
| 1998      | The Fixer                              | Tyrell Holmes                                                        | Filme de TV                                                       |
| 1998      | Witness to the Mob                     | Capataz #2                                                           | Filme de TV                                                       |
| 1999      | The West Wing                          | Policial                                                             | Episódio: "In Excelsis Deo"                                       |
| 2000-2001 | Law & Order: Special Victims Unit      | Taylor                                                               | 6 episódios                                                       |
| 2000      | Falcone                                | Det. Willis Simms                                                    | 3 episódios                                                       |
| 2000      | The Corner                             | Marvin                                                               | 2 episódios                                                       |
| 2000-2001 | Oz                                     | Desmond Mobay / John Basil                                           | 12 episódios                                                      |
| 2000-2004 | Law & Order                            | Jurado / Capitão Maru Gasana / Agente Especial do FBI Jamal Atkinson | 3 episódios                                                       |
| 2002      | Keep the Faith, Baby                   | Jay Raymond Jones                                                    | Filme de TV                                                       |
| 2002      | 100 Centre Street                      | Kwame Sekou                                                          | Episódio: "Fathers"                                               |
| 2002-2008 | The Wire                               | Cedric Daniels                                                       | 60 episódios                                                      |
| 2003      | Law & Order: Criminal Intent           | Jack Bernard                                                         | Episódio: "Probability"                                           |
| 2005-2006 | CSI: Miami                             | Agente do FBI David Park                                             | 3 episódios                                                       |
| 2007      | Numb3rs                                | Tenente Steve Davidson                                               | Episódio: "End of Watch"                                          |
| 2008-2009 | Lost                                   | Matthew Abaddon                                                      | 4 episódios                                                       |
| 2008-2013 | Fringe                                 | Phillip Broyles                                                      | 90 episódios                                                      |
| 2010      | Svetlana                               | Lance                                                                | Episódio: "Snatchengil for the Stars"                             |
| 2011      | It's Always Sunny in Philadelphia      | Reggie                                                               | Episódio: "Frank's Brother"                                       |
| 2012      | The Avengers: Earth's Mightiest Heroes | Sam Wilson / Falcão                                                  | 2 episódios                                                       |
| 2012-2013 | Tron: Uprising                         | Cutler                                                               | 3 episódios                                                       |
| 2013      | Comedy Bang! Bang!                     | Angelfire                                                            | Episódio: "Andy Samberg Wears A Plaid Shirt And Glasses"          |
| 2013      | Wilfred                                | Dr. Blum                                                             | Episódio: "Perspective"                                           |
| 2013      | NTSF:SD:SUV::                          | Todd Broger                                                          | Episódio: "TGI Murder"                                            |
| 2014      | American Horror Story: Coven           | Papa Legba                                                           | 3 episódios                                                       |
| 2014      | Intelligence                           | Jeffrey Tetazoo                                                      | 5 episódios                                                       |
| 2014-2021 | Bosch                                  | Irvin Irving                                                         | 68 episódios                                                      |
| 2014      | Beware the Batman                      | Ra's al Ghul                                                         | 3 episódios                                                       |
| 2014      | The Blacklist                          | Vaqueiro                                                             | 2 episódios                                                       |
| 2014      | Key & Peele                            | Membro da Família Johnson                                            | Episódio: "Gay Wedding Advice"                                    |
| 2015      | Castle                                 | Keith Kaufman                                                        | Episódio: "Hollander's Woods"                                     |
| 2015      | Tim & Eric's Bedtime Stories           | Joseph Zagen                                                         | Episódio: "Tornado"                                               |
| 2016      | Quantum Break                          | Martin Hatch                                                         | 4 episódios                                                       |
| 2016      | Mary + Jane                            | David                                                                | Episódio: "Rehab"                                                 |
| 2017      | Rick and Morty                         | Alan Rails                                                           | Episódio: "Vindicators 3: The Return of Worldender"               |
| 2018-2020 | Corporate                              | Christian DeVille                                                    | 18 episódios                                                      |
| 2018      | American Horror Story: Apocalypse      | Papa Legba                                                           | Episódio: "Traitor"                                               |
| 2019      | DuckTales                              | Lunaris                                                              | 5 episódios                                                       |
| 2020      | Castlevania                            | Capitão                                                              | 10 episódios                                                      |
| 2020-2022 | Paradise PD                            | Agente Clappers                                                      | 12 episódios                                                      |
| 2021      | Young Sheldon                          | Professor Boucher                                                    | Episódio: "An Introduction to Engineering and a Glob of Hair Gel" |
| 2022      | Resident Evil                          | Albert Wesker                                                        | 8 episódios                                                       |
| 2022      | Farzar                                 | Vários                                                               | 10 episódios                                                      |
| 2022      | The Vindicators                        | Alan Rails                                                           | 2 episódios                                                       |
| 2023      | The Legend of Vox Machina              | Thordak                                                              | 5 episódios                                                       |
| 2024      | Percy Jackson and the Olympians        | Zeus                                                                 | Episódio: "The Prophecy Comes True"                               |

### Video game
| Ano  | Título                     | Papel             |
| ---- | -------------------------- | ----------------- |
| 2009 | 50 Cent: Blood on the Sand | Carter            |
| 2013 | Payday 2                   | Charon            |
| 2014 | Destiny                    | Comandante Zavala |
| 2015 | Destiny: The Taken King    | Comandante Zavala |
| 2016 | Quantum Break              | Martin Hatch      |
| 2016 | Destiny: Rise of Iron      | Comandante Zavala |
| 2017 | Horizon Zero Dawn          | Sylens            |
| 2017 | Destiny 2                  | Comandante Zavala |
| 2018 | Destiny 2: Warmind         | Comandante Zavala |
| 2018 | Destiny 2: Forsaken        | Comandante Zavala |
| 2019 | Destiny 2: Shadowkeep      | Comandante Zavala |
| 2019 | John Wick Hex              | Charon            |
| 2020 | Destiny 2: Beyond Light    | Comandante Zavala |
| 2022 | Horizon Forbidden West     | Sylens            |
| 2022 | Destiny 2: The Witch Queen | Comandante Zavala |
| 2023 | Hellboy: Web of Wyrd       | Hellboy           |

## Teatro
| Ano  | Título                         | Papel                               | Notas        |
| ---- | ------------------------------ | ----------------------------------- | ------------ |
| 1993 | Angels in America: Perestroika | Belize                              | Broadway     |
| 1995 | After-Play                     | Raziel                              | Off-Broadway |
| 1996 | Henry V                        | Lorde Scroop de Masham / John Bates | Off-Broadway |
| 2006 | Seven Guitars                  | Floyd Barton                        | Off-Broadway |

## Discografia
Álbuns de estúdio
- 2007: Contemplations & Remembrances